# 2176 Donar
2176 Donar è un asteroide della fascia principale. Scoperto nel 1960, presenta un'orbita caratterizzata da un semiasse maggiore pari a 2,9326082 UA e da un'eccentricità di 0,0486010, inclinata di 3,04448° rispetto all'eclittica.